# Jillehaure
Jillehaure är en sjö i Arjeplogs kommun i Lappland och ingår i Umeälvens huvudavrinningsområde. Sjön har en area på 0,574 kvadratkilometer och ligger 641 meter över havet. Jillehaure ligger i Laisälven Natura 2000-område. Sjön avvattnas av vattendraget Mattaurjåkkå.

## Delavrinningsområde
Jillehaure ingår i det delavrinningsområde (734262-153682) som SMHI kallar för Utloppet av Jillehaure. Medelhöjden är 769 meter över havet och ytan är 9,47 kvadratkilometer. Räknas de 2 avrinningsområdena uppströms in blir den ackumulerade arean 44,72 kvadratkilometer. Mattaurjåkkå som avvattnar avrinningsområdet har biflödesordning 5, vilket innebär att vattnet flödar genom totalt 5 vattendrag innan det når havet efter 429 kilometer. Avrinningsområdet består mestadels av skog (42 procent) och kalfjäll (46 procent). Avrinningsområdet har 0,58 kvadratkilometer vattenytor vilket ger det en sjöprocent på 6,1 procent.